# Hélène Tossy
Hélène Tossy, född Hélène Françoise Tissot 30 november 1906 i Marseille, Provence-Alpes-Côte d'Azur, död 26 juli 1979 i Paris, var en fransk skådespelerska.

## Roller i urval
- 1953 – Spirande säd
- 1956 – Gervaise
- 1959 – Luffarkavaljeren
- 1959 – Maigret löser en gåta
- 1961 – Tycker ni om Brahms ...
- 1965 – Jag älskar när åskan går
- 1967 – Två på väg
- 1973 – Den vilda planeten (röst)